# OpenLeaks
OpenLeaks là một dự án trang mạng do những người bất mãn với cách điều hành WikiLeaks của Julian Assange lập ra. Theo mục tiêu trang mạng này sẽ cung bố các thông tin mật của thế giới. Daniel Domscheit-Berg, một cựu phát ngôn viên của WikiLeaks người Đức, đã công bố trang web vào tháng 12 năm 2010, mà theo ông nó sẽ giải quyết được các vấn đề về tổ chức của WikiLeaks.. Theo đó "tổ chức này được điều hành một cách dân chủ bởi toàn bộ thành viên, chứ không do một cá nhân hoặc một nhóm nào đó" Một người sáng lập của OpenLeaks cho biết tổ chức này sẽ không công bố trực tiếp tài liệu danh nghĩa Openleaks sẽ giúp tránh được áp lực chính trị như WikiLeaks đang phải đối phó hiện nay.OpenLeaks sẽ không đăng tải bất cứ tài liệu nào mà sẽ chuyển thẳng đến giới truyền thông hoặc các tổ chức phi chính phủ.